# Muevan las industrias
«Muevan las industrias» es el primer sencillo promocional del álbum Pateando piedras del grupo chileno Los Prisioneros. Compuesto por Jorge González, fue lanzado como un vinilo de 12 pulgadas, cuyo lado B es una remezcla del sencillo «Quieren dinero». 
Existen tres versiones de esta canción: la original publicada en el álbum Pateando piedras, la remezcla del sencillo (que posteriormente fue publicada en el recopilatorio Antología, su historia y sus éxitos) y una nueva versión publicada en el recopilatorio Grandes éxitos.

## Antecedentes
Durante los años ochenta, en gran parte de Chile se vivió un sentimiento de desilusión y zozobra por los índices de desempleo causados por la apertura comercial impulsada por la dictadura militar, lo cual eliminó las barreras proteccionistas de la industria nacional, para dar opción de competir a distintas empresas extranjeras, empresas británicas, estadounidenses y francesas que pudieron ingresar al mercado nacional, por lo cual muchas empresas nacionales que no eran competitivas quebraron. Mucha gente deambulaba en las calles buscando qué hacer para sobrevivir.
Jorge González se había vuelto fanático de Depeche Mode y otros artistas que usaban el teclado como instrumento principal, por lo que decidió incorporarlo en los instrumentos de Los Prisioneros. En agosto de 1985 el teclado y «Muevan las industrias», que había sido compuesta por Jorge con este instrumento, hicieron su debut en un concierto en el Teatro Cariola.

## Inspiración
Jorge González imaginó la canción un día en que viajaba en metro a la universidad. Los sonidos metálicos que se oyen fueron producidos por Jorge al golpear un balón de gas de la cocina de «Caco» Lyon. Antes había intentado obtener dichos sonidos con un fierro que recogió del río Mapocho.

Este tema estaba originalmente hecho como parte de un cuarteto: «Muevan las industrias», «¿Quién le tiene miedo a las máquinas?», «Arte para cuatro gatos» y «Por favor» (en su primera versión). Pensamos que iba a ser un single y la grabamos por separado antes del resto del álbum.

La letra era la fantasía de una industria deshabitada, pero con mucha resonancia de cuando echaron a mucha gente en el 82, en ese bajón económico donde también se quedó sin trabajo el papá de Miguel.

## Video
El video de la canción fue realizado por el cineasta Daniel de la Vega. Está ambientado en una industria abandonada (la antigua CCU en San Miguel), donde los integrantes del grupo instrumentalizan el tema. En él se puede observar el interior de una galería del Persa Biobío (34" y 1'45"), en donde se enfoca un brazo sosteniendo una brújula geológica Brunton; además aparecen algunas escenas de unos molinos mineros, algunos juegos del centro de entretenimiento Diana, ubicado en San Diego (Santiago Centro) y un Viejo Pascuero caminando por el antiguo terminal de los buses expresos San Bernardo, en el sector de Plaza Bulnes, en Gálvez (hoy calle Zenteno) con Alonso Ovalle.